# UB航空機槍
別列津UB（英語：Berezin UB，全寫：Универсальный Березина，意為：多用途別列津機槍）是一系列前苏联二戰時期廣泛裝備的航空機槍（重機槍），發射12.7×108毫米俄羅斯口徑（.50俄羅斯）步枪子彈。

## 研製

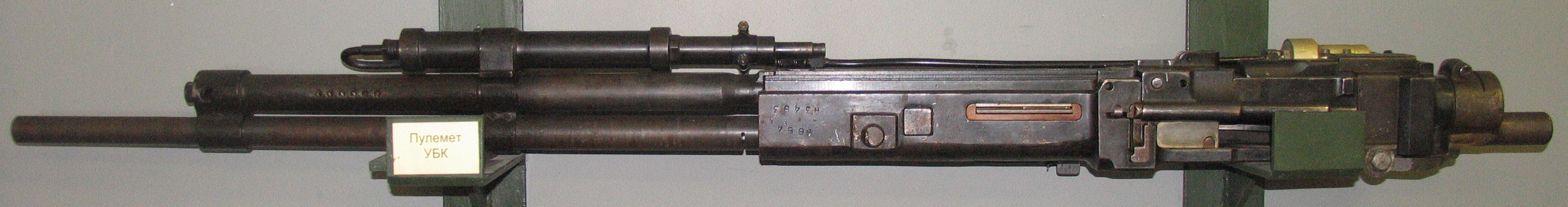
UBK裝於機翼型

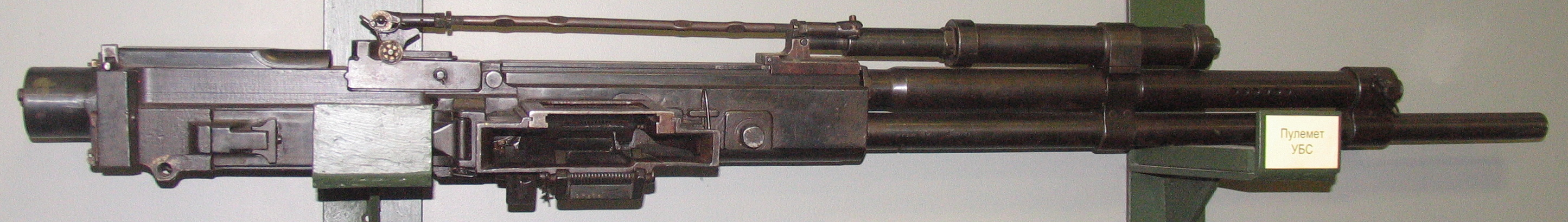
UBS射擊斷續型

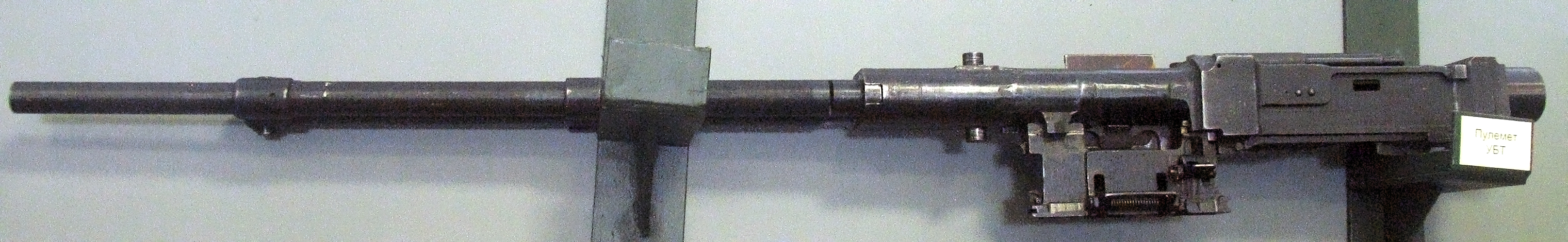
UBT裝於槍塔型

1937年，米哈伊爾·葉夫根耶維奇·別列津開始設計一款擊發原為步兵機槍所配用的12.7毫米子彈的新型大口徑航空機槍。1938年，新設計的航空機槍通過了原廠試驗，並且於1939年命名為BS（俄语罗马化：Berezin Sinkhronniy，意為：別列津射擊斷續型機槍）以下投入服役。其高射速使得它非常適合用作軍用戰機的防衛武器。雖然設計完成，但BS也並非毫無缺陷；其中最大的缺陷是需要物理強度相當大的線纜式上膛系統。除此以外還有供彈系統並不完善與一部份自動化部件的壽命不足。
持續的研發工作引導出UB的改進型，分為三個版本：UBK（俄语罗马化：Krylyevoi，意為：裝於机翼型）、UBS（Sinkhronniy，意為：射擊斷續型）和UBT（俄语罗马化：Turelniy，裝於槍塔型）；其中UBS和UBK是由压缩空气上膛。1941年4月22日，在苏德战争開始前兩個月，UB已獲採用而服役。

## 描述
別列津UB是一款氣動式空氣冷卻型機槍航空，發射蘇聯12.7×108毫米步兵重機槍子彈。其彈藥藉由可散式彈鏈、以獨特的供彈系統一邊維持供彈，另一方面以下一發協助抽出擊發過後的彈殼。另一個不尋常的特徵是，彈鏈鏈鈎會在機槍復進的運動過程期間被拋出，而並非在後座過程中。裝於槍塔型（UBT）為手動上膛，而裝於機翼型（UBK）與射擊斷續型（UBS）則採用氣動上膛。
UB的所有衍生型在二戰中獲絕大多數蘇聯軍用戰機所使用。
一份解密的1952年美國情報報告指出：「ShKAS航空機槍是相當複雜而且製作精良的機槍，其代價是必須盡可能通過維修和更換部件以維持其運轉狀態。與ShKAS相反地，別列津航空機槍是故意地可被消耗的武器，也就是說，蘇軍的計劃是在機槍經歷一段短暫的使用週期期間，其中一件或另一件主要操作機構因磨損或損壞而變得破舊不堪以後就全挻丟棄。」同一份報告亦指出：「別列津航空機槍的設計受到繳獲的拉赫蒂20毫米機炮的很大影響；芬蘭槍械的許多特徵都在別列津航空機槍的所有型號當中顯現。」

## 產量
蘇聯檔案中可以找到以下別列津UB的產量數據：
- 1941年 — 6,300挺
- 1943年 — 43,690挺
- 1944年 — 38,340挺
- 1945年 — 42,952挺

## 影響
伏爾柯夫-雅爾雪夫VYa-23採用了UB機構的放大版本。

## 搭載機種

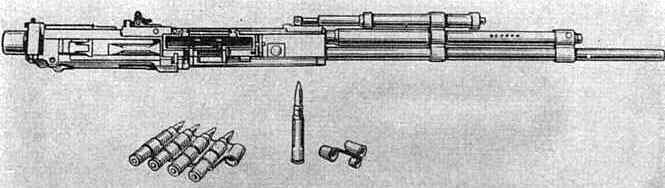
別列津UB的繪圖

在第二次世界大戰當中，別列津UB獲大量用作蘇聯空軍的武器，並且搭載於以下的蘇聯軍用飛機以上（不完整名單）：
- 玻利卡爾波夫I-15戰鬥機（兩挺UBT）
- 玻利卡爾波夫I-16-29戰鬥機（一挺UBS）
- 伊留申Il-2攻擊機（一挺UBT）
- 伊留申Il-4轟炸機（初期型一挺UBT，後期型為三挺）
- 伊留申Il-10攻擊機（早期型一挺UBT）
- 拉沃奇金LaGG-1戰鬥機（兩挺UBS）
- 拉沃奇金LaGG-3戰鬥機（兩挺BS）
- 里蘇諾夫Li-2運輸機（一挺UBK）
- 米高揚MiG-1戰鬥機（一挺UBS）
- 米高揚MiG-3戰鬥機（一挺UBS；少數在機翼下方加裝了兩挺UBK）
- 米高揚MiG-15 UTI教練機（一挺UBK）
- 佩特利亞科夫Pe-2轟炸機後期型（一挺UBT）
- 佩特利亞科夫Pe-8轟炸機（兩挺UBT）
- 圖波列夫Tu-2轟炸機後期型（三挺UBT）
- 雅克列夫Yak-1戰鬥機（一挺UBS）
- 雅克列夫Yak-3戰鬥機（兩挺UBS）
- 雅克列夫Yak-7戰鬥機（後期型兩挺UBS）
- 雅克列夫Yak-9戰鬥機（初期型一挺UBS，後期型為兩挺）
- 雅克列夫Yak-11教練機（一挺UBS）

## 資料來源
1. ↑  Chinn, p. 94
2. ↑  Shirokograd, p. 118; no number given for 1942
3. ↑  Chinn, p. 96

- Широкоград А.Б. (2001) История авиационного вооружения Харвест (Shirokograd A.B. (2001) Istorya aviatsionnogo vooruzhenia Harvest. ISBN 985-433-695-6)（航空器武裝的歷史）
- Koll, Christian. . Austria: Koll. 2009: 58  [2020-09-27]. ISBN 978-3-200-01445-9. （原始内容存档于2009-10-19）.
- Chinn, George M. The Machine Gun, Vol II, Part VII. US Department of the Navy, 1952

## 外部連結
- （英文）—Armament of USSR—UB, 12.7-mm （页面存档备份，存于）